# Grand Prix de patinaje artístico sobre hielo

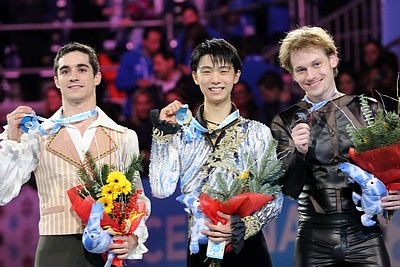
Finales del Grand Prix Masculino Senior 2014

El Grand Prix de patinaje artístico sobre hielo es una serie de competiciones internacionales organizadas por la Unión Internacional de Patinaje sobre Hielo (ISU), en las que la élite del patinaje artístico compite en las disciplinas de patinaje libre femenino, masculino y de parejas y de danza sobre hielo. Existe una serie separada de competiciones  para patinadores en la categoría júnior, el Grand Prix Júnior.

## Competiciones
El Grand Prix consta de seis competiciones clasificatorias y una final:
- Skate America, en Estados Unidos
- Skate Canada International, en Canadá
- Copa de China, en China
- Trophée Eric Bompard, en Francia
- Rostelecom Cup, en Rusia
- Trofeo NHK, en Japón
- Final del Grand Prix de patinaje artístico sobre hielo, con sede itinerante

Los seis mejores patinadores o parejas clasificados en estas competiciones toman parte en la final.

## Historia
Algunas de las competiciones internacionales de inicio de temporada incorporadas al Grand Prix ya tenían lugar antes de la instauración de la serie; las organización de estas competiciones se llevaba a cabo  por la federación nacional correspondiente. La agresión a Nancy Kerrigan organizada por el círculo de su compatriota y rival Tonya Harding previamente al evento clasificatorio para los Juegos Olímpicos de 1994 aumentó el interés por el patinaje sobre hielo en Estados Unidos. Como consecuencia, se produjo un incremento de transmisiones  de eventos y campeonatos de patinaje artístico fabricados expresamente para la televisión, mientras que las competiciones amateur tradicionales eran pasadas por alto. Para facilitar que el patinaje de competición se beneficiara del auge en telespectadores, las federaciones de Estados Unidos, Canadá, Alemania, Francia y Japón empezaron en 1995 a planificar sus respectivas competiciones otoñales como parte de una serie, con comercialización de los derechos de transmisión en esos países; los patinadores ganadores recibían dinero como premio, proveniente de la venta de los derechos televisivos. Es este momento, la ISU intervino para reivindicar la propiedad de los derechos de transmisión internacionales de la serie.
En su primera temporada en 1995, la serie se conocía como la «Serie de Campeones»; se le dio su denominación actual de Grand Prix de patinaje artístico sobre hielo en la temporada 1998-1999, cuando la ISU obtuvo permiso para usar ese nombre. El primer año se  celebraron cinco competiciones, en Estados Unidos, Canadá, Alemania, Francia y Japón. En 1996 se añadió una sexta competición en Rusia. En el otoño de 2003 la competición alemana, conocida entonces como Bofrost Cup on Ice, se trasladó a China, pues la ISU logró negociar un contrato televisivo con términos más favorables en este último país.
En la temporada 2003-2004 el Grand Prix sirvió para introducir y probar un nuevo sistema de puntuación diseñado por la ISU para reemplazar el sistema 6,0 en uso anteriormente. El nuevo sistema, con algunas modificaciones, es el utilizado desde entonces en todas las competiciones.
En 1997 la ISU creó una serie similar para promover y dar oportunidades competitivas a los patinadores en la categoría júnior. Conocida inicialmente como la «Serie Júnior», esta serie de competiciones pasó a llamarse Grand Prix Júnior. El Grand Prix Júnior comienza más temprano en la temporada que la serie sénior.

## Formato de la serie
Los patinadores cabezas de serie en las competiciones del Grand Prix son seleccionados por su clasificación en el campeonato mundial de la temporada precedente y su puesto  en la clasificación de la ISU; también pueden participar los patinadores que  reciban una invitación de la federación que organiza el evento. La federación puede invitar hasta un máximo de tres de sus patinadores afiliados en cada disciplina. Esto asegura que el nivel competitivo sea equivalente en todas las competiciones de la serie y proporciona al país organizador la oportunidad de exhibir a sus patinadores más prometedores.  
El Grand Prix utiliza un sistema de puntuación basado en la clasificación obtenida por los patinadores en  las competiciones: En las disciplinas individuales el patinador ganador recibe 15 puntos, el segundo 13, el tercero 11 y así sucesivamente hasta llegar al octavo clasificado, que recibe 3 puntos. En danza y patinaje de parejas solo se otorgan puntuaciones de 15 al 5, es decir, solo reciben puntos los seis pares mejor clasificados.
Hasta la temporada 2012/2013 los cabezas de serie podían participar en hasta tres de las competiciones, aunque solo dos de ellas contaban para la clasificación para la final. A partir de 2012, ningún patinador o pareja pueden tomar parte en más de dos competiciones. Los seis patinadores o parejas con un número mayor de puntos compiten en la final.
Desde el establecimiento de la serie, la ISU ha modificado en varias ocasiones el formato de la final. Algunos años los patinadores debían preparar dos programas libres; el segundo programa se utilizaba para decidir el resultado en una ronda final con los dos mejores clasificados en cada disciplina. Finalmente se decidió usar los mismos segmentos que en otras competiciones de patinaje artístico. 

### Requisitos
Para poder competir en la serie del Grand Prix, un patinador debe haber cumplido 14 años antes del 1 de julio anterior. En 2011 se estableció que los participantes no pertenecientes a los países organizadores debían obtener en alguna competición sancionada por la ISU una puntuación total (suma de las alcanzadas en el programa corto y en el programa libre) mínima de 2/3 de las puntuaciones máximas del campeonato mundial del año precedente. Las puntuaciones mínimas requeridas son:
| Disciplina         | 2011   | 2012   | 2013   | 2014   | 2015   | 2016   | 2017   | 2018   |
| Patinaje masculino | 168,60 | 159,66 | 160,68 | 169,56 | 164,34 | 188,35 | 192,95 | 192,84 |
| Patinaje femenino  | 117,48 | 113,43 | 130,98 | 130,02 | 126,21 | 134,31 | 140,05 | 133,93 |
| Patinaje en pareja | 130,71 | 120,90 | 135,42 | 134,94 | 132,93 | 139,19 | 139,23 | 147,50 |
| Danza sobre hielo  | 111,15 | 109,59 | 113,73 | 105,27 | 110,58 | 116,67 | 119,17 | 124,32 |
| ------------------ | ------ | ------ | ------ | ------ | ------ | ------ | ------ | ------ |